# La Capricieuse
Pour les articles homonymes, voir La Capricieuse (homonymie).
La Capricieuse (P684) est la troisième de la série des dix patrouilleurs de la Marine nationale française du type P400, destinés aux tâches de protection des zones économiques exclusives françaises ou de service public. Admis au service actif en 1987, le navire fut désarmé en juin 2017.

## Missions
Les missions de La Capricieuse sont de l'ordre de la protection (patrouille, contrôle d'embargo, action de souveraineté, transport de commandos) ou de service public (secours en mer, police de la navigation, police des pêches, assistance aux zones isolées, etc).

## Historique
Admis au service en 1987 et affecté en Guyane depuis 1990, le navire s'attache à la protection des intérêts français – notamment la lutte contre la pêche illégale – au large des côtes guyanaises, et en mer des Caraïbes. Il est surtout chargé du contrôle des bateaux naviguant dans la zone d'exclusion maritime lors des lancements des fusées Ariane depuis le centre spatial guyanais de Kourou ; à ce titre La Capricieuse a participé à la régulation de 126 tirs. 
Au 13 novembre 2013, le navire se trouvait en opération de surveillance maritime dans la mer des Caraïbes.

### Dernier voyage et désarmement
La Capricieuse effectue son dernier voyage en partant de la Guyane le 4 mai 2017 pour rejoindre Brest le 3 juin – en passant par Saint-Barthélemy, Porto Rico, les Bermudes et les Açores – afin d'être désarmée. Lors d'une dernière étape, elle embarque à son bord, à l'anse de Bertheaume à Plougonvelin, neuf de ses anciens commandants (sur vingt-cinq au total et près de 500 marins tout au long de son service actif) pour rallier Brest, totalisant plus de 503 000 milles parcourus et 2 373 jours en mer lors de sa carrière.
Elle fut amarrée au port de Brest lors de désarmement en juin 2017, depuis août 2018 elle se trouve au Cimetière de Landévennec dans l'attente de son démantèlement.